# Yuki Shimada
Yuki Shimada (島田 祐輝 Shimada Yuki?, nacido el 18 de noviembre de 1986 en Saitama) es un exfutbolista japonés. Jugaba de centrocampista y su último club fue el Vonds Ichihara de Japón.

## Trayectoria

### Clubes
| Club            | País  | Año         |
| --------------- | ----- | ----------- |
| Mito HollyHock  | Japón | 2009 - 2014 |
| ReinMeer Aomori | Japón | 2014        |
| Vonds Ichihara  | Japón | 2015 - 2016 |

## Estadística de carrera

### J. League
| Club           | Año   | J. League | J. League | Copa J. League | Copa J. League | Total | Total |
| Club           | Año   | Part.     | Goles     | Part.          | Goles          | Part. | Goles |
| -------------- | ----- | --------- | --------- | -------------- | -------------- | ----- | ----- |
| Mito HollyHock | 2009  | 13        | 0         | -              | -              | 13    | 0     |
| Mito HollyHock | 2010  | 17        | 0         | -              | -              | 17    | 0     |
| Mito HollyHock | 2011  | 28        | 4         | -              | -              | 28    | 4     |
| Mito HollyHock | 2012  | 29        | 4         | -              | -              | 29    | 4     |
| Mito HollyHock | 2013  | 20        | 0         | -              | -              | 20    | 0     |
| Mito HollyHock | 2014  | 2         | 0         | -              | -              | 2     | 0     |
| Total          | Total | 109       | 8         | 0              | 0              | 109   | 8     |